# Melvyn Lorenzen
Melvyn Lorenzen (Londra, 26 novembre 1994) è un calciatore ugandese, attaccante del Muangthong Utd in prestito dal BG Pathum Utd.

## Carriera

### Club
Ha esordito nella prima divisione del campionato tedesco con il Werder Brema nella stagione 2013-2014.
Nel 2017 passa a titolo definitivo all'ADO Den Haag.

### Nazionale
Ha esordito in nazionale il 31 maggio 2016.

## Palmarès

### Club

#### Competizioni nazionali
- Thai League Cup: 1

BG Pathum Utd: 2024